# Курочкина гора
Курочкина гора — лесистый холм в северной части Уфы. На горе находилась деревня Курочкино, кладбище деревенских, есть захоронения воинов Великой Отечественной, умерших в госпитале Черниковки (в школе 61).
Рядом протекает река Шугуровка.
Проектируется скоростная автотрасса, выходящая на Бирск.

## Происхождение названия
По одной из версий название происходит от финно-угорского курык (кугу урык) — большой холм, гора. По другой версии, название унаследовано от фамилии помещика Курочкина, жившего в этих местах в дореволюционный период.